# Prague Black Panthers
Die Prague Black Panthers sind ein tschechisches American-Football-Team aus Prag, das 1991 als Prague Panthers gegründet wurde. Seit ihrer Fusion 2012 mit den Prague Black Hawks tragen sie ihren heutigen Namen.

## Geschichte
Im Januar 1991 wurde in Tschechien das erste American-Football-Team, die Prague Lions, gegründet. Nach internen Meinungsverschiedenheiten wurden nach nur ein paar Monaten zwei neue Teams, die Prague Panthers und die Prague Cocks, gegründet. 1992 fusionierten die beiden Teams und nahmen den Namen Prague Panthers an.
1994 gingen die Panthers als erster Tschechischer Meister in die Geschichte ein. Auch die beiden darauffolgenden Meisterschaften konnten die Panthers für sich entscheiden. Zwischen 1999 und 2003 konnten die Panthers fünf nationale Meisterschaften in Folge feiern. Bis auf die Saison 2006 standen die Panthers in jedem Finale um die tschechische Meisterschaft. Von 2007 bis 2010 konnten sie sich dann erneut jeweils den Titels sichern.
In der Saison 2009 gewannen die Panthers zudem als erste aus dem ehemaligen Ostblock stammende Mannschaft einen europäischen Wettbewerb, den EFAF Cup, nachdem sie 2008 im Halbfinale an den Berlin Adlern gescheitert waren. Ab der Saison 2010 spielten die Panthers gleichzeitig in der österreichischen Liga, der Austrian Football League, und in der tschechischen ČLAF.
Ende 2012 schlossen sich die Prague Panthers als amtierender tschechischer Vizemeister mit dem amtierenden Meister Prague Black Hawks unter dem neuen Namen Prague Black Panthers zusammen. Danach gewannen sie bis 2018 jedes Jahr die nationale Meisterschaft. Ihr Gastspiel in der Austrian Football League beendeten die Black Panthers nach der Saison 2016, in der sie den achten und damit letzten Platz belegten. Anstelle eines Abstiegs in die zweite Klasse, zogen sie sich komplett aus dem österreichischen Ligasystem zurück. Zur Saison 2019 kehrten die Black Panthers in die AFL zurück. Die B-Mannschaft der Panthers startet weiterhin in der tschechischen Liga. Auf Grund der Corona-Pandemie verzichteten die Panthers auf die Teilnahme in der AFL 2020 und konzentrieren sich auf die Saison 2021.
In der Saison 2022 beendeten die Black Panthers den Grunddurchgang der AFL als zweitplatziertes Team. Dies war auch dadurch bedingt, dass die Vienna Vikings und die Raiders Tirol an der European League of Football teilnahmen und in der AFL nur noch mit dem zweiten Team antraten. Als Zweiter hatten die Black Panthers Heimrecht im Halbfinale unterlagen dort jedoch den Vikings. Ein Jahr später gewannen die Prager sogar alle ihre Spiele im Grunddurchgang und empfingen erneut im Halbfinale die Vienna Vikings und wieder bedeutete dies das Ausscheiden.
In der Saison 2024, hätten die Prager mit einer Bilanz von 5–5, als Tabellenvierter, in den Play-offs zunächst gegen die AFC Vienna Vikings antreten müssen, erreichten allerdings durch einen Einspruch beim American Football Bund Österreich eine Strafverifizierung eines ihrer Spiele gegen die Danube Dragons. Den Dragons wurde der Sieg aberkannt und den Panthers zugesprochen. Mit einer Bilanz von 6–4 und als Tabellendritter, zog die Mannschaft ins Halbfinale ein, in dem sie sich gegen die Graz Giants durchsetzen konnten. Mit dem Sieg gegen die Giants zogen die Prague Black Panthers zum ersten Mal in die Austrian Bowl ein und waren damit zugleich das erste nicht österreichische Team, dem dies gelang. Im Finalspiel konnten sich die Prager gegen die Vienna Vikings durchsetzen und wurden somit zum Meister der Austrian Football League. Der Titel des österreichischen Staatsmeisters ging definitionsgemäß nicht an die Black Panther, sondern an die unterlegenen Vikings als bestes österreichisches Team der AFL.

## Titel und Erfolge
National
- 18 × Tschechischer Meister: 1994–1996, 1999–2003, 2007–2010, 2013–2018
- 1 × Meister der Austrian Football League: 2024

International
- Gewinner EFAF Cup: 2009